# Хильдюр Сверрисдоуттир
Хильдюр Сверрисдоуттир (исл. Hildur Sverrisdóttir; род. 22 октября 1978, Стокгольм) — исландский политический деятель. Член Партии независимости. Пятый заместитель председателя альтинга с 2025 года. Депутат альтинга в 2017 и с 2021 года.

## Биография
Родилась 22 октября 1978 года в Стокгольме, столице Швеции. Родители: Сверрир Эйнарссон (исл. Sverrir Einarsson; 29 июля 1948 — 13 апреля 1998), учитель и ректор средней школы на Хамрахлид (MH) и Раннвей Эйдюр Йоуханнсдоуттир (исл. Rannveig Auður Jóhannsdóttir; род. 7 августа 1949), учитель и преподаватель педагогического факультета Исландского университета (HÍ).
Окончила среднюю школу на Хамрахлид (MH) в Рейкьявике в 2000 году.
Окончила юридический факультет Университете Рейкьявика (HR) в 2008 году. В 2009 году получила права юриста для ведения дел в окружном суде.
В школе, в 1997—2000 годах была управляющей молодёжной организации peer-to-peer-обучения Jafningjafræðslan (JF).
В 2001—2003 годах — служащая адвокатской фирмы Ambrose Appelbe в Лондоне.
В 2004—2007 годах — управляющая организации V-dagur, которая является частью глобальной кампании V-Day против насилия в отношении женщин, основанной в 1998 году Ив Энслер.
В 2007 году — администратор фестиваля Reykjavík Dance Festival.
В 2007—2012 годах работала юристом и адвокатом в медиакорпорации 365.
В 2012 году опубликована книга Fantasíur, редактором которой выступила Хильдюр Сверрисдоуттир. Книга содержит 51 сексуальную фантазию женщин.
В 2013—2016 годах — постоянный обозреватель газеты Fréttablaðið.

## Политическая карьера
Баллотировалась на муниципальных выборах 29 мая 2010 года в городской совет Рейкьявика, но не была избрана.
Баллотировалась на муниципальных выборах 31 мая 2014 года в городской совет Рейкьявика, но не была избрана. Заняла место в совете после отставки Юлиюса Вивидля Ингварссона 5 апреля 2016 года. В «Панамских документах» говорится, что Юлиюс Вивидль Ингварссон в 2014 году основал оффшорную компанию Silwood Foundation в Панаме. Хильдюр Сверрисдоуттир ушла из совета, когда заняла место в альтинге в феврале 2017 года.
В 2010–2017 годах работала в Совете по окружающей среде, Совете по планированию и транспорту, Совете управления и демократии и Совете по правам человека города Рейкьявика. 
Председатель Конституционно-надзорного комитета Партии независимости с 2016 года.
Баллотировалась на парламентских выборах 29 октября 2016 года на 4-м месте в списке Партии независимости в избирательном округе Рейкьявик-Юг, но не была избрана. В декабре и январе 2017 года замещала в альтинге заболевшую Оулёв Нордаль, депутата от Партии независимости в избирательном округе Рейкьявик-Юг. После её смерти в феврале получила её мандат.  Была членом Комитета по государственному устройству и контролю (2017), Комитета по благополучию (2017).
Баллотировалась на парламентских выборах 28 октября 2017 года на 3-м месте в списке Партии независимости в избирательном округе Рейкьявик-Юг, но не была избрана. В апреле, октябре и ноябре 2018 года, июне и декабре 2019 года и июне 2020 года замещала в альтинге депутата от Партии независимости в избирательном округе Рейкьявик-Юг.
В 2018—2021 годах — помощник министра туризма, промышленности и инноваций Тоурдис Кольбрун Рейкфьорд Гильвадоуттир.
На парламентских выборах 25 сентября 2021 года была на 2-м месте в списке Партии независимости в избирательном округе Рейкьявик-Юг и избрана депутатом альтинга. Была членом Комитета по государственному устройству и контролю (2021—2024), Комитета по промышленности (2021—2023), Комитета будущего (2021—2023). В 2021—2024 годах — председатель исландской делегации Межпарламентского союза.
С 2023 года — председатель парламентской группы Партии независимости.
Переизбрана на парламентских выборах 30 ноября 2024 года. Пятый заместитель председателя альтинга с 2025 года.